# Haplochromis sp. 'rainbow sheller'
Haplochromis sp. nov. 'rainbow sheller é uma espécie de peixe da família Cichlidae.
Pode ser encontrada nos seguintes países: Quénia e Tanzânia.